# Адам Елсхајмер
Адам Елсхајмер (18. март 1578, Франкфурт на Мајни—11. децембар 1610, Рим) био је немачки сликар из епохе Барока, који је стварао у Риму. Умро је са само 32 године, али је његово стваралаштво имало велики утицај на барокне сликаре у раном 17. веку, међу којима су Рембрант и Рубенс. Насликао је мало слика, у малом формату, и скоро све на бакарним плочама. На њима је демонстрирао разноврсне ефекте светлости и иновативан приступ сликању пејзажа. 

## Галерија
- Света породица са Јованом Крститељем (1599)
- Пожар у Троји (1604)
- Церес у Хекубином дому (1605)
- Јупитер и Меркур у кући Филемона и Бауциса (1608)